# Адургунбад
Адургунбад (др.-греч. Ἀδεργουδουνβάδης, р. до 488 — ум. 541) — влиятельный сасанидский аристократ, полководец и канаранг во времена правления Кавада I и Хосрова I. Его жизнь известна только благодаря работе византийского историка Прокопия Кесарийского. Его родным именем, вероятно, было Адургундбад (перс. آذرگندبد‎), сокращённое от Адургушнаспбад. Историк Парване Пуршариати считала родным именем Адхаргулбад (آذرگلباد).

## Биография
Адургунбад впервые появляется в 488 году. Молодой человек в то время, по словам Прокопия Кесарийского, уже имел репутацию воина. В том же году он помог Каваду I взойти на престол против своего дяди Балаша. В награду Кавад возвысил Адургунбада до важного поста канаранга — губернатора северо-восточной провинции Абаршахр, которая примыкала к эфталитам, заменив своего казненного родственника Гушнаспдада.
Мало что известно о нём в последующие десятилетия, за исключением того, что он добился значительных успехов в качестве полководца: Прокопий сообщает, что он подчинил персам двенадцать варварских племён. Воевал в Анастасиевой войне, участвуя в осаде Амиды.
Когда Хосров I взошел на трон в 531 году, Бави и другие аристократы составили заговор, планируя свергнуть его и заменить сыном второго старшего сына Кавада I Джамаспа (греч. Замес) Кавадом, чей отец не мог претендовать на трон из-за слепоты на один глаз. Заговор был раскрыт и подавлен, но Кавад, который был ещё ребёнком, находился вдали от двора и воспитывался Адургунбадом. Хосров приказал убить Кавада, но Адургунбад не повиновался и тайно воспитывал его, пока в 541 году он не был предан шаху своим собственным сыном Бахрамом. Хосров казнил его, но Каваду удалось бежать в Византию.